# 軟體下鈎鯰
軟體下鈎鯰，為輻鰭魚綱鯰形目甲鯰科的其中一種，為熱帶淡水魚，分布於南美洲委內瑞拉奧里諾科河流域，棲息在底層水域，生活習性不明。

## 扩展阅读
維基物種上的相關：軟體下鈎鯰